# Deus, in adiutorium meum intende

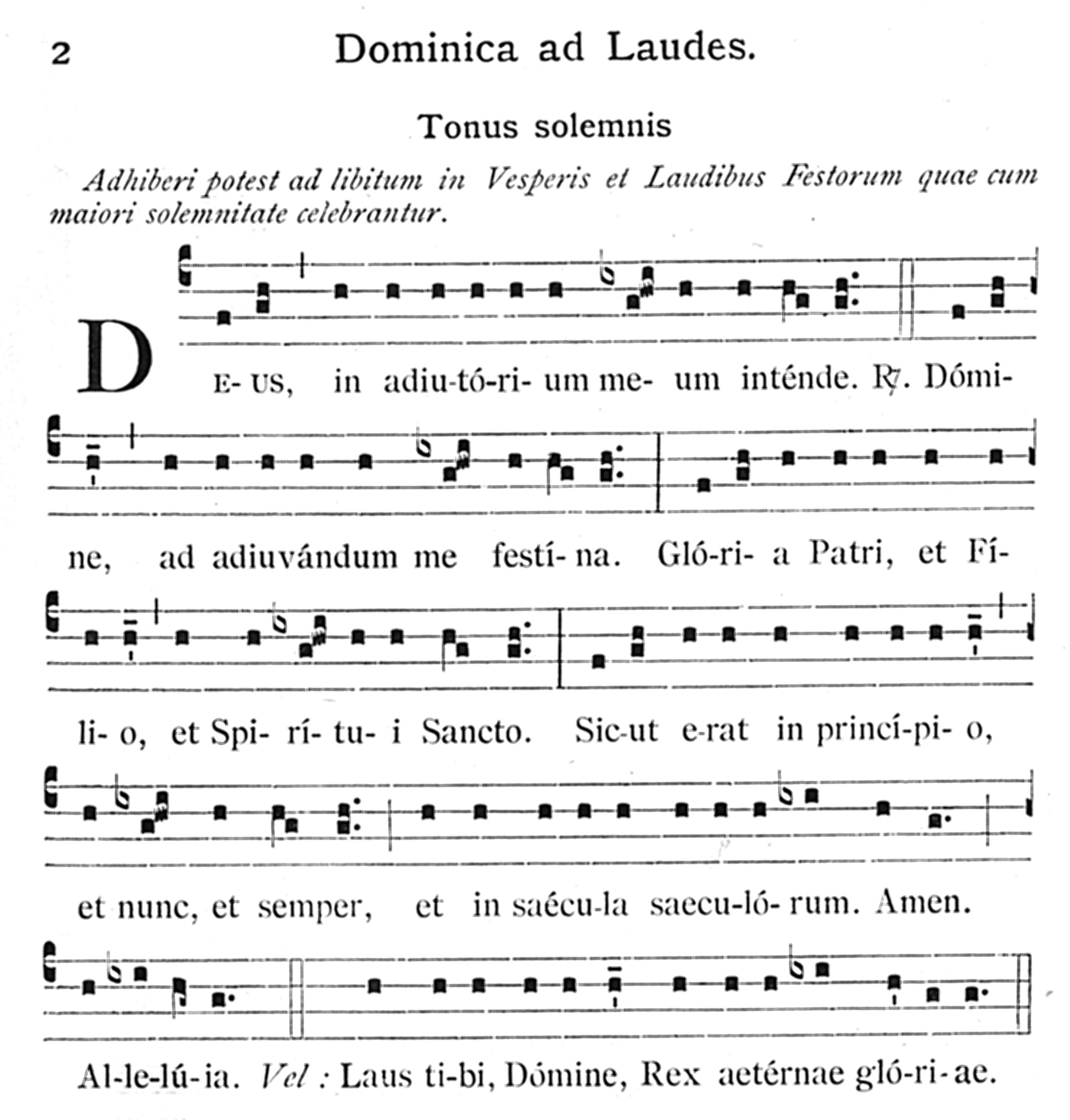
Gregoriánský chorál Deus, in adiutorium

Deus, in adiutorium meum intende (česky Bože, pospěš mi na pomoc) a odpověď Domine, ad adiuvandum me festina (Pane pospěš mi pomáhat) je responsorium (preces), kterým začínají jednotlivé modlitby breviáře. Zvolání vychází ze žalmu 70. 

## Užití
Používá se při modlitbě breviáře, všechny dny kromě posledních tří dní Svatého týdne a modliteb za zemřelé.
Při modlitbě se přítomní znamenají znamením kříže. Bezprostředně většinou následuje modlitba Sláva Otci.

## Galerie

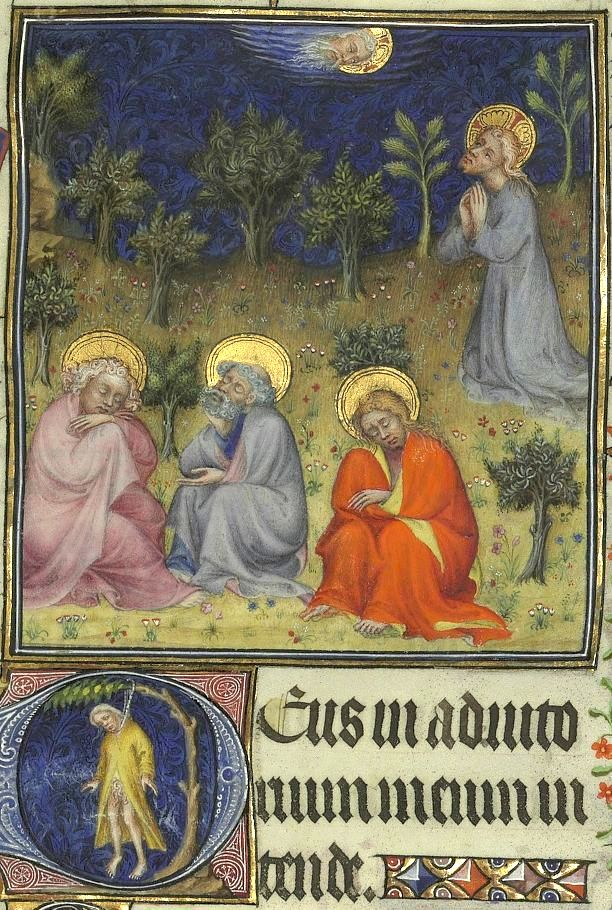
Ježíš Kristus v Getsemanské zahradě a Jidášova sebevražda s textem Deus in adiutorium (Přebohaté hodinky vévody z Berry)
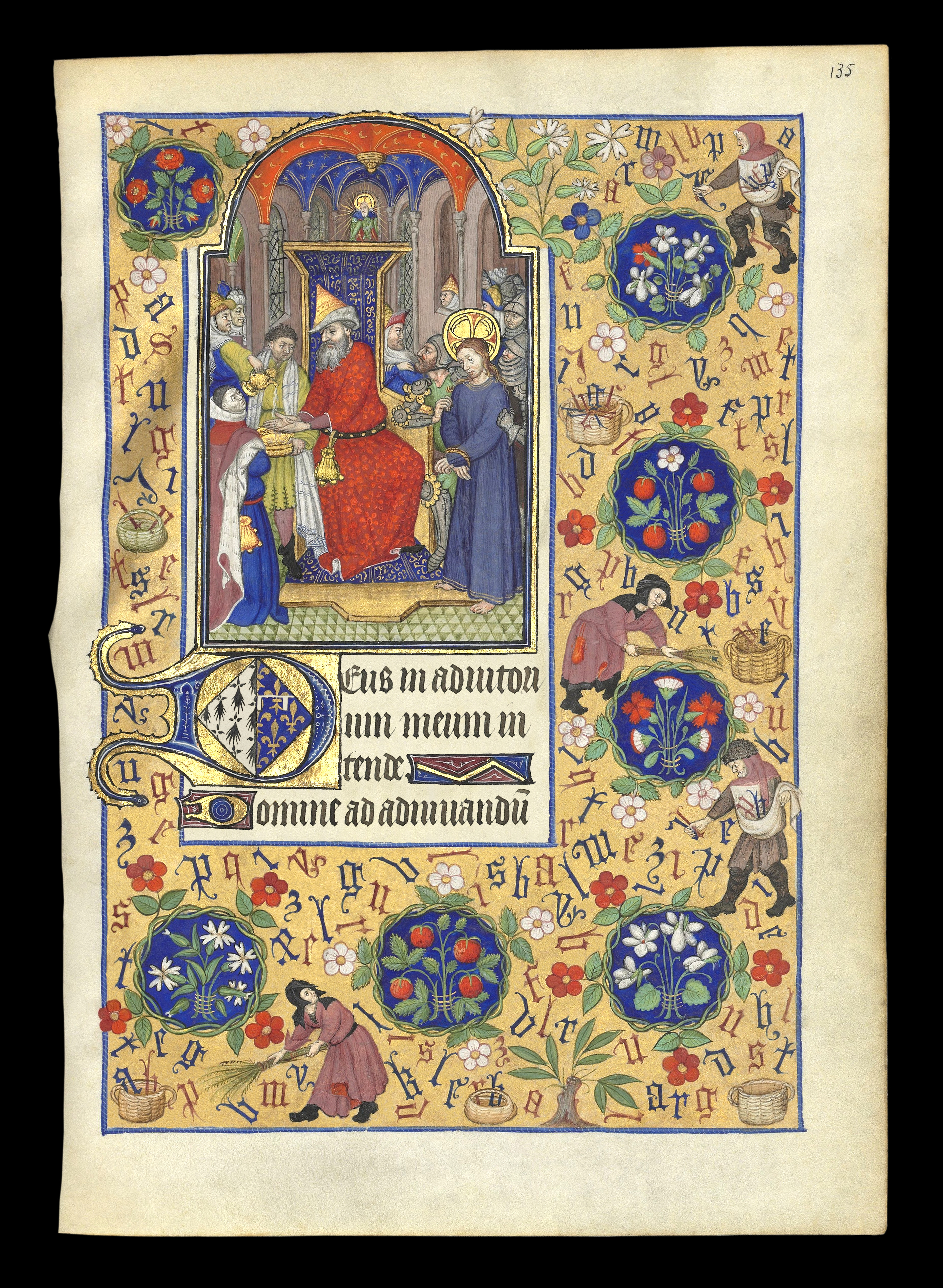
Pilát Pontský si umývá ruce s textem Deus in adiutorium (Hodinky velkovévodkyně Markéty Orleánské)
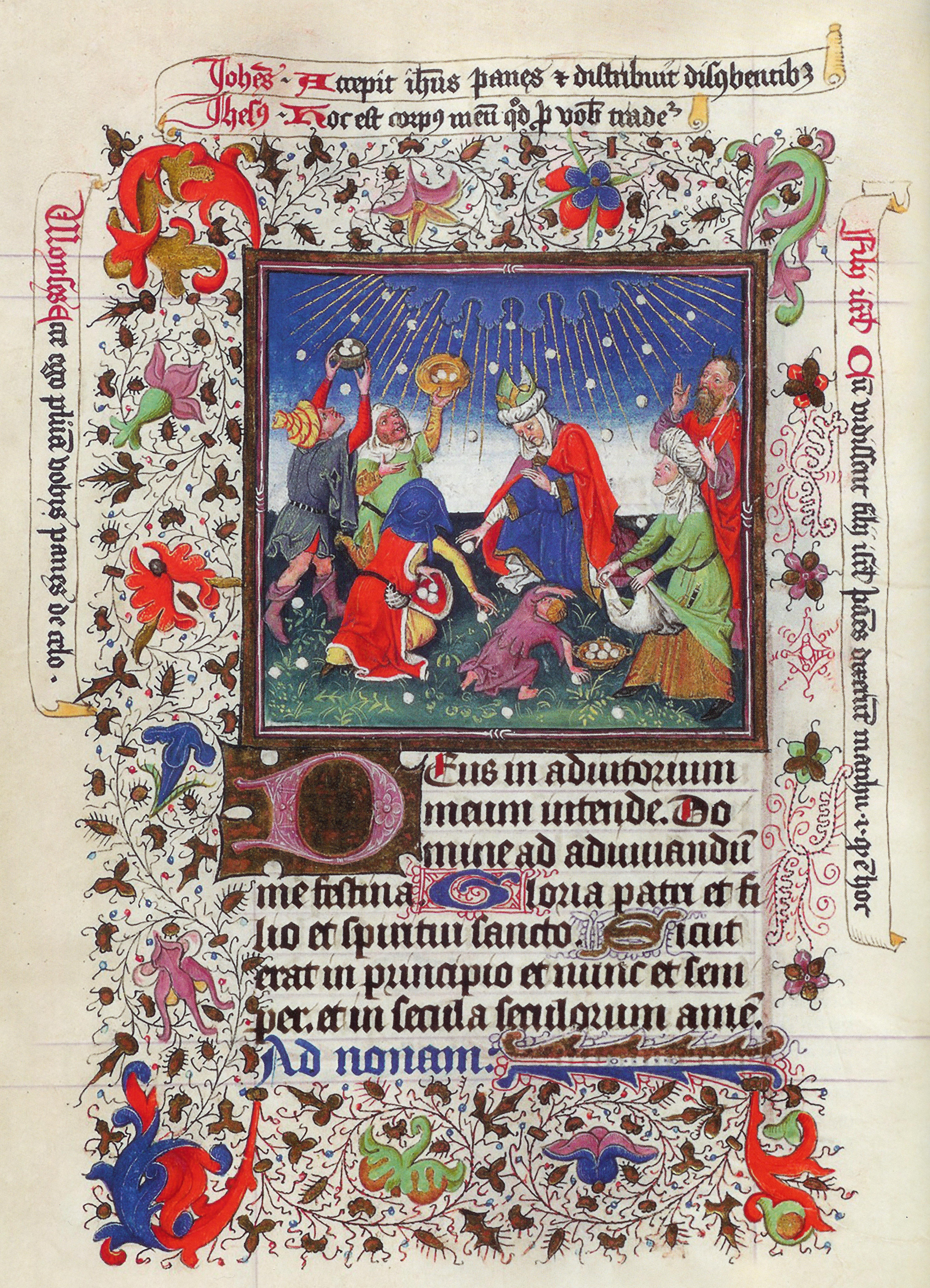
Seslání many s textem Deus in adiutorium s odpovědí a Sláva Otci (Hodinky vévodkyně Kateřiny Klévské)